# James Taylor's Greatest Hits
James Taylor's Greatest Hits és el primer àlbum recopilatori del cantautor americà James Taylor. Publicat al novembre de 1976. A data d'avui, és l'àlbum més venut de la seva carrera.
L'àlbum va tenir lloc en el context del final de Taylor del seu contracte de gravació amb Warner Records. Compta amb noves versions de les cançons "Carolina in My Mind" i "Something in the Way She Moves", ambdues ja havien estat incloses prèviament al seu àlbum de debut el 1968. També inclou una versió en directe de "Steamroller" que no s'havia publicat anteriorment.
L'àlbum va arribar al número 15 dels Billboard 200 dels Estats Units. Ha estat certificat 11 vegades disc de platí per la RIAA, el que acredita 11 milions de còpies venudes. Figura en el lloc 93 dels disc més venuts de la història, també segons la classificació dela RIAA.

## Crítiques musicals
El portal Allmusic va donar a l'àlbum una crítica positiva; el disc constitueix una "col·lecció raonable per a un artista que no va ser particularment ben definit pels seus senzills. Tot i advertint que el llançament no mostrava prou "evolució " en la composició de cançons de Taylor, va declarar que segueix sent "un bon mostrador" de l'obra primerenca de l'artista.

## Llista de cançons
Totes les cançons escrites per James Taylos excepte a on s'indica.
Cara A:
1. "Something in the Way She Moves" (1976 Version) – 3:14
2. "Carolina in My Mind" (1976 Version) – 4:00
3. "Fire and Rain" – 3:26
4. "Sweet Baby James" – 2:55
5. "Country Road" – 3:26
6. "You've Got a Friend" Escrita per Carole King – 4:33

Cara B:
1. "Don't Let Me Be Lonely Tonight" – 2:39
2. "Walking Man" – 3:36
3. "How Sweet It Is (To Be Loved by You)" Escrita per Holland-Dozier – 3:39
4. "Mexico" – 3:01
5. "Shower the People" – 4:01
6. "Steamroller" (Live) – 5:19